# Logistika proizvodnje
Logistika proizvodnje je dio mikrologistike koji se bavi koordinacijom unutarnjih tokova materijala, do i unutar proizvodnih mjesta.

## Ciljevi
Cilj logistike proizvodnje je opskrba proizvodnih mjesta:
- s pravim materijalima
- u potrebnoj količini
- u pravo vrijeme
- uz što niže troškove

## Zadaci
- odlučiti "proizvesti ili nabaviti"
- strukturiranje proizvodnje prema logističkim aspektima
- planiranje i upravljanje proizvodnjom
- uobličavanje fizičkog i informacijskog toka kroz proizvodnju

## Planiranje proizvodnje
Uz planiranje proizvodnje vežemo dvije stvari: utvrđivanje potrebne količine materijala i opisivanje kvalitete materijala.

### Metode utvrđivanja potrebne količine materijala
1. Deterministički:
  - prema planu proizvodnje
  - prema normativima utroška materijala
  - prema narudžbama
  - prema planu investicija i investicijskog održavanja
2. Stohastički:
  - na temelju prošle proizvodnje
3. Subjektivno:
  - na temelju iskustva

### Metode opisivanja kvalitete materijala
- navođenjem zaštitnog znaka odnosno robnog žiga
- na temelju uzorka
- navođenjem tržišne kvalitete → određena je trgovinskom praksom
- pozivanjem na standarde
- specifikacijom

## Organizacijski tipovi proizvodnje

### Tipovi prema mjestu rada
- radionička proizvodnja
→ diskuntinuirani transport sirovina, pomoćnih materijala i poluproizvoda do sljedećih mjesta obrade → potreba za međuskladištenjem.
- lančana proizvodnja
→ pojedinačna proizvodna mjesta se ulančavaju pa je potrebno osigurati stalnu raspoloživost dobara koja se ulažu.

### Tipovi prema količini proizvoda i učestalosti ponavljanja
- masovna proizvodnja
→ zadatak je opskrbiti proizvodna mjesta ulaznim materijalima u dugim vremenskim rasponima.
- serijska proizvodnja
→ zadatak je opskrbiti proizvodna mjesta serijama pojedinih vrsta materijala i poluproizvoda.
- pojedinačna proizvodnja
→ zahtijeva se fleksibilnost, tj. opskrbljivanje uvijek drugim materijalima.

## Proizvesti ili nabaviti
Najvažnije pitanje kod logistike proizvodnje je da li neki proizvod proizvoditi u vlastitoj režiji ili ga jednostavno nabaviti od nekog dobavljača. Ovo pitanje je zapravo pitanje ekonomičnosti. Da bi se mogla donijeti ispravna odluka o tome da li proizvesti ili nabaviti potrebno je razmotriti nabavnu cijenu i cijenu koštanja vlastite proizvodnje. Ako su potrebe manje tada se u većini slučajeva odluka donosi u korist nabave.

### Nabavna cijena
| Fakturna cijena dobavljača - rabat, bonifikacija, skonto i drugi popusti + PDV ± kamate            |
| = Neto nabavna cijena                                                                              |
| + ovisni troškovi (troškovi naručivanja, pakiranja, osiguranja, transporta, skladištenja i zaliha) |
| = Bruto nabavna cijena                                                                             |

### Prednost nabave
- standardizirani i tipizirani dijelovi za čiju proizvodnju dobavljač ima više iskustva i bolje uvjete i načine proizvodnje
- tehnički zahtjevi predstavljaju velike investicije ili su teško izvedivi za vlastitu proizvodnju
- veća elastičnost proizvodnog programa
- ne dovodi se u opasnost likvidnost poduzeća

### Cijena koštanja vlastite proizvodnje
| Materijal izrade + ovisni troškovi materijala                      |
| = Troškovi materijala                                              |
| + osobni dohodci izrade + amortizacija + opći troškovi proizvodnje |
| = Troškovi proizvodnje + škart ili naknadna obrada zbog grešaka    |
| = Cijena koštanja vlastite proizvodnje                             |

### Prednosti vlastite proizvodnje
- kontrola proizvodnje s jednog mjesta
- zbog tajnosti načina izrade (zbog konkurencije)
- renomirano poduzeće s visoko cijenjenim proizvodima na tržištu i očekuje se vlastita proizvodnja
- intenzivna suradnja na raznim stupnjevima procesa proizvodnje
- povjerenje u rad osoblja i sigurnost održavanja rokova